# Phymaturus roigorum
Espèce
Statut de conservation UICN

 LC  : Préoccupation mineure
Phymaturus roigorum est une espèce de sauriens de la famille des Liolaemidae.

## Répartition
Cette espèce est endémique de la province de Mendoza en Argentine. On la trouve entre 1 500 et 2 300 m d'altitude.

## Description
C'est un saurien vivipare.

## Étymologie
Cette espèce est nommée en l'honneur de Fidel Roig, de Virgilio Germán Roig, de Sergio Roig, de Fidel Roig Juñent et d'Arturo Roig Alsina.

## Publication originale
- Lobo & Abdala, 2007 : Descripción de una nueva especie de Phymaturus del grupo de P. palluma de la provincia de Mendoza, Argentina. Cuadernos de herpetología, vol. 21, no 2, p. 103-113.